# Traslitterazione
La traslitterazione (o translitterazione) è l'operazione consistente nel trasporre i grafemi di un sistema di scrittura nei grafemi di un altro sistema di scrittura (generalmente un alfabeto), in modo tale che a uno stesso grafema o sequenza di grafemi del sistema di partenza corrisponda sempre uno stesso grafema o sequenza di grafemi del sistema di scrittura di arrivo, e ciò indipendentemente dalla pronuncia delle due lingue. I due sistemi di scrittura devono dunque essere equipollenti: una traslitterazione non può essere ambigua e la corrispondenza tra gli elementi dei due sistemi grafici deve essere biunivoca. A partire da una traslitterazione bisogna essere in grado di ricostruire il testo nel sistema di scrittura originale.
La traslitterazione non deve essere confusa con la trascrizione, che consiste invece di una trasposizione scritta dei foni (trascrizione fonetica) o dei fonemi (trascrizione fonematica) di una lingua utilizzando sistemi di scrittura ideati per questi usi. Tuttavia, va osservato che il termine "traslitterazione" viene spesso comunemente usato in senso lato per indicare una trascrizione: si veda ad esempio la traslitterazione dall'arabo, che effettivamente consiste in un sistema di trascrizione, non di traslitterazione, in quanto non c'è una corrispondenza biunivoca tra il sistema di trasposizione e il sistema di scrittura arabo.

## Normalizzazione
Per quanto impropriamente chiamata anche translitterazione, la normalizzazione non opera tra due alfabeti, bensì si tratta di "ridurre" le lettere accentate dell'alfabeto latino alle ventisei canoniche, più altri cambiamenti come la riduzione di altri caratteri speciali (come il trattino, l'apostrofo o l'e commerciale) secondo tabelle prestabilite. A titolo di esempio, nella zona macchina-leggibile dei passaporti e di altri documenti biometrici, l'ICAO utilizza per l'alfabeto latino le seguenti normalizzazioni (trattandosi di nomi, gli unici caratteri speciali possibili sono l'apostrofo, che viene eliminato, e il trattino, rivisto come uno spazio):
- Cancellazione del segno diacritico: ad esempio, à diventa a, é diventa e, î diventa i, š diventa s;
- Scioglimento delle legature: æ viene riscritto come ae;
- Utilizzo della normalizzazione tradizionale germanica, per cui l'umlaut (presente in ä, ö e ü) viene riscritto come una e (generando così ae, oe, ue) e l'eszett (ß) viene ridotta a ss;
- Utilizzo della normalizzazione tradizionale scandinava, in cui la a con l'anello (å) viene ridotta ad aa, l'o tagliata (ø) diventa oe, le due affricate islandesi ð e þ diventano dh e th.

Dunque, gli ipotetici signori Gößlin, Þorvaldson, Amédé-François si troveranno i loro nomi nella riga del passaporto scritti come GOESSLIN, THORVALDSON e AMEDE FRANCOIS.
Nell'assegnazione del codice fiscale italiano, l'Agenzia delle Entrate usa la medesima normalizzazione, eccettuata la soppressione dell'apostrofo e con l'aggiunta che l'accento grave oppure acuto in fin di parola viene tramutato come apostrofo (uso consuetudinario mutuato dall'epoca delle macchine da scrivere, nelle quali le maiuscole accentate non erano presenti e si sopperiva tramite l'apostrofo). Dunque, da un punto di vista legale, l'ipotetico signor Nicolò Giosuè D'Andrea è in realtà registrato all'anagrafe italiana come NICOLO' GIOSUE' D'ANDREA.

### Nazionalizzazione degli antroponimi
In passato, era prassi naturale considerare persino gli antroponimi come parole di una lingua e, quindi, traducibili o comunque riconducibili a forme più comuni per la lingua d'arrivo. Tuttavia, quando si iniziavano ad incontrare lingue difficilmente compatibili da un punto di vista fonetico e morfologico, nonché con la nascita di cognomi dal significato o comunque non più valido in senso letterale, la pratica iniziò a scemare, rimanendo soltanto per quei prenomi la cui corrispondenza era attestata, come ad esempio Carlo Darwin (dov'era nota e accettata l'equivalente con l'inglese Charles). Con l'affermarsi però della burocrazia, per la quale tali cambiamenti dovevano essere attestati con apposite note di cambio di nome, considerato poi il fatto che non sempre tali cambiamenti avvenivano per decisione conscia del portatore, la pratica è scemata completamente, restando in essere soltanto per i sovrani regnanti (come Carlo III del Regno Unito oppure Filippo VI di Spagna) e i loro congiunti più prossimi, eccettuato il caso in cui questi siano noti grazie alla stampa col nome originale (come per William, principe di Galles, oppure Juan Carlos, re emerito di Spagna).
In altre lingue, invece, questa prassi di nazionalizzazione degli antroponimi esiste ancora anche per i casi non-nobiliari:
- in ceco e slovacco, per ragioni di grammatica, i cognomi delle donne terminano in -ová. Questo suffisso viene esteso anche ai cognomi stranieri.
- in gaelico, i nomi gaelici vengono tradotti, partendo dal presupposto che la forma inglese sia una variante degli stessi. Ad esempio, l'ipotetico signor Patrick McDonald verrà chiamato Pádraig MacDhòmhnaill in gaelico; questo però non si estende ai nomi di non-gaelici: Patrick Smith non diventa Pádraig Smith.
- in lettone, tutti i nomi stranieri, qualunque ne sia l'origine, devono essere scritti con l'ortografia lettone ed essere regolarmente declinabili in lettone.
- per le lingue classiche, la nazionalizzazione viene preferita per tradizione (in italiano, ad esempio, si parla di Giulio Cesare, di Annibale Barca e persino di Viroato, non di Iulius Caesar, Hannibal Barca, Viroathus; tuttavia, questo non si estende ai casi di latinizzazione in epoca moderna, come Goethius per Goethe, che non viene chiamato Gezio in italiano); in virtù del fatto che i caratteri cinesi sono tradizionalmente i medesimi utilizzati per il cinese classico, i nomi cinesi in Vietnam e Giappone vengono letti sulla base della pronuncia locale dei caratteri cinesi corrispondenti e, viceversa, in Cina i nomi appartenenti alla sfera sino-xenica vengono letti con la moderna pronuncia mandarina.

## Traslitterazione verso altri alfabeti
Normalmente, essendo scritto l'italiano con lettere latine, si suppone implicitamente che "traslitterazione" si riferisca alla romanizzazione a partire da sistemi di scrittura terzi. Tuttavia, anche il processo inverso è possibile:
- Cirillizzazione: trascrizione verso l'alfabeto cirillico. Questo può essere sia da alfabeti terzi (ad esempio, dall'alfabeto latino o dai caratteri cinesi) sia da altre versioni dell'alfabeto cirillico (ad esempio, dal cirillico russo al cirillico serbo). In particolar modo, per il serbo-croato, la trascrizione dal croato scritto in lettere latine e dallo sloveno si fa tramite le corrispondenze fra l'alfabeto di Gaj e l'alfabeto cirillico serbo. Per le trascrizioni verso l'alfabeto cirillico russo, il sistema in uso è quello pubblicato da Giliarevski e Starostin, con delle lievi modifiche per le trascrizioni verso l'ucraino e il bielorusso. Nel caso della versione serba del serbo-croato, indipendentemente dal fatto che sia scritta in lettere latine o cirilliche, tutti i nomi di origine straniera devono conformarsi alle regole ortografiche serbe, per riuscire così a mantenere la corrispondenza biunivoca tra i due alfabeti (ad esempio, il primo presidente americano viene scritto in serbo come Džordž Vašington/Џорџ Вашингтон); questo sistema, invece, non è in uso nella versione croata.
- Coreizzazione: trascrizione verso l'hangeul. Il governo sudcoreano ha pubblicato regole ufficiali[2] per trascrivere diverse lingue del mondo in maniera univoca.
- Ellenizzazione: trascrizione verso l'alfabeto greco. Se per l'epoca odierna non ci sono sistemi ufficiali, noi possiamo però contare per l'epoca antica l'esistenza di schemi per l'ellenizzazione del latino, dell'ebraico biblico e, in misura meno sistematica, del sanscrito.
- Nipponizzazione: il giapponese è una lingua con una struttura sillabica ristretta. La trascrizione di parole straniere fa uso del sillabario katakana, con poche espansioni d'uso comune per certi suoni assenti in giapponese (ad esempio, le sillabe che iniziano per f-, visto che di queste in giapponese esiste soltanto fu) e altre divenute obsolete (come le sillabe che iniziano in l-, invenzione della Chiesa Cattolica per insegnare i canti latini). Per quel che riguarda, però, la trascrizione dal cinese, non si bada al suono, bensì alla mera trasposizione dei caratteri cinesi, che verranno poi letti in base alla pronuncia giapponese degli stessi.
- Sinizzazione: anche il cinese presenta una struttura sillabica ristretta. Le trascrizioni da lingue straniere seguono le tabelle pubblicate dall'Agenzia Nuova Cina, ma trascrizioni alternative che invece tentavano di mantenere anche il significato della parola sfruttando il significato intrinseco dei caratteri cinesi possono venir comunque trovate in ambito pubblicitario. Poiché però la maggior parte delle parole cinesi sono bisillabiche, mentre le trascrizioni di nomi stranieri possono necessitare di molti più caratteri, non è raro trovare delle abbreviazioni per i nomi stranieri più in uso, come nel caso di molti paesi occidentali, dei quali è stato ritenuto solo il primo carattere seguito dal carattere per paese, come nel caso della Francia, la cui trascrizione propria è 法兰西 (Fǎlánxī), ma in cinese si trova quasi universalmente 法国 (Fǎguó).

## Arabo
L'alfabeto arabo è propriamente detto un abjad: gli unici segni scritti sono le consonanti e le madri di lettura (delle consonanti utilizzate per simboleggiare una vocale lunga, ad esempio la vav, che può essere utilizzata sia per il suono consonantico /w/, sia per la vocale lunga /u:/). Testi che necessitano di una resa fonetica precisa, come il Corano o i libri per l'apprendimento della lingua, utilizzano poi anche un sistema di diacritici che permette di specificare le vocali brevi. Le tre madri di lettura per l'arabo l'alif (colpo di glottide come consonante, a lunga come vocale), la ya' (/j/ come consonante, /i:/ come vocale) e la vav (/w/ come consonante, /u:/ come vocale).
Considerata la natura di abjad dell'alfabeto arabo, ogni sua trascrizione propriamente detta, in realtà, supplisce anche le vocali relative, corte o lunghe. Di seguito, la tabella per la trascrizione scientifica delle consonanti dell'arabo:
| ا     | ب | ت | ث      | ج | ح | خ      | د | ذ      | ر | ز | س | ش      | ص | ض | ط | ظ | ع | غ      | ف | ق | ك | ل | م | ن | ه | و     | ي     | ء | ة     |
| ʾ / ā | b | t | ṯ (th) | ǧ | ḥ | ḫ (kh) | d | ḏ (dh) | r | z | s | š (sh) | ṣ | ḍ | ṭ | ẓ | ʿ | ġ (gh) | f | q | k | l | m | n | h | ū / w | ī / j | ʾ | ä / t |

Invece, la trascrizione solita delle consonanti, tipica dei passaporti, è la seguente:
| ا                | ب | ت | ث  | ج | ح | خ  | د | ذ  | ر | ز | س | ش  | ص | ض | ط | ظ | ع                                                     | غ  | ف | ق | ك | ل | م | ن | ه | و | ي | ء                | ة                |
| (non trascritto) | b | t | th | j | h | kh | d | dh | r | z | s | sh | s | d | t | z | (non trascritto, ma trasforma la u che lo segue in o) | gh | f | q | k | l | m | n | h | w | y | (non trascritto) | (non trascritto) |

Per le vocali, la trascrizione scientifica impone che quelle lunghe abbiano un macron sopra (ā, ī, ū), mentre la trascrizione solita dei passaporti non fa differenza tra vocali lunghe e corte. In arabo, inoltre, ci sono due dittonghi, aj/ay e aw, che in arabo classico venivano pronunciati come dittonghi, ma che al giorno d'oggi vengono letti come /e:/ ed /o:/ nella maggior parte dei dialetti e, quindi, possono esser a volte trascritti come e/ei/ey (come in Sharm el-Sheikh) e o.
Si noti, però, che alcuni nomi sono ormai traslitterati in maniera diversa, come Gheddafi, Gaza, muezzin. Da queste trascrizioni, in uso soprattutto nell'epoca coloniale, si può dedurre uno pseudo-sistema che converte dalla trascrizione in uso nei passaporti a quella di stampo coloniale:
- La J è ritenuta essere G dolce
- La Q e il GH sono ritenuti essere G dura (però Q a fine parola diventa K oppure CH; eccezionalmente GH diventa R in Giarabub)
- La K è ritenuta essere C dura
- La Z può diventare S se fra due vocali
- La Y diventa I (o scompare, se preceduta già da I)
- La W diventa U (o scompare, se preceduta già da O oppure U)
- La A corta può diventare E
- KH diventa C dura
- DH diventa Z
- I dittonghi arabi AY e AW diventano E e O
- La A può venir trascritta A oppure E a seconda delle consonanti che la circondano:
  - Se a fine parola o se davanti a una hamza o un H che termina la parola, è A
  - Se preceduta o succeduta da una consonante enfatica (ظ ,ط ,ض ,ص), è A
  - Se preceduta da una consonante dorsale o laringiale (ه ,ق ,غ ,ع ,خ ,ح ,ء), è A
  - Se succeduta da R, è A
  - Altrimenti, è E
- La U può venir trascritta O oppure U a seconda delle consonanti che la circondano (stesse regole della A, con O nei casi speciali e U nel caso non specificato)
- OW e UW (e WO e WU) si semplificano perdendo la W; altrimenti, la W diventa U
- Si aggiungono E epentetiche in caso di incontri consonantici impossibili in italiano
- A fine parola, C e G dura aggiungono una H alla fine
- Le H vicino alle consonanti vengono perdute
- L'articolo al- viene trascritto come EL-, ma con la dovuta assimilazione (Allah rimane però Allah)

Questo sistema non è più utilizzato, sia perché mai formalizzato, sia perché avente un deciso gusto colonialista: parlare di Sciarm esc-Sceich, del Cuèt, del Gatar, di Morracusc, di Riàz sarebbe straniante a dir poco.

### Persiano
L'alfabeto persiano è un'estensione dell'alfabeto arabo, con le seguenti lettere aggiunte:
- پ (pe), trascritta come P
- چ (če), trascritta scientificamente come Č e nei passaporti come CH
- ژ (že), trascritta scientificamente come Ž e nei passaporti come ZH
- گ (gâf), trascritta come G

Inoltre, a differenza dell'arabo, la differenza tra le vocali non è solo in quantità ma anche in qualità, il che cambia anche la trascrizione:
- Il dittongo AY, letto /ej/, viene trascritto EI/EY
- La I corta, pronunciata /e/, viene trascritta dunque E, mentre la I lunga, pronunciata /i:/, viene trascritta I
- La U corta, pronunciata /o/, viene trascritta dunque O, mentre la U lunga, pronunciata /u:/, viene trascritta OU (OW se in fine di parola) oppure OO.

### Pashto
La lingua pashtu è una variante del persiano e la sua trascrizione nei passaporti ne segue le regole, con l'aggiunta delle seguenti lettere proprie del pashto:
- ټ (ţe): trascritta come T o TT
- څ (tse): trascritta come C o TS
- ځ (dze): trascritta come DZ
- ډ (ḑal): trascritta come D o DD
- ړ (ŗal): trascritta come R o RR
- ږ (ǵey): trascritta come Ž̧, Z̄ o Ǵ
- ښ (x̌in): trascritta come SH nei passaporti e Ş̌, S̄, X̌ o X dai linguisti
- ګ (gap): trascritta come G
- ڼ (ņun): trascritta come N o NN

## Armeno
Traslitterazione dell'alfabeto armeno, nella seconda riga secondo la traslitterazione scientifica (preferita daa Wikipedia), nella terza secondo l'uso consuetudinario dei passaporti e della cartellonistica stradale:
| ա | բ | գ | դ | ե                          | զ | է | ը | թ  | ժ  | ի | լ | խ  | ծ  | կ | հ | ձ  | ղ  | ճ  | մ | յ | ն | շ  | ո | չ  | պ | ջ | ռ  | ս | վ | տ | ր | ց  | ւ | փ  | ք  | օ | ֆ | ու | և                            |
| a | b | g | d | e                          | z | ē | ə | t' | ž  | i | l | x  | c  | k | h | j  | ł  | č  | m | y | n | š  | o | č' | p | ǰ | ṙ  | s | v | t | r | c' | w | p' | k' | ō | f | ow | ew                           |
| a | b | g | d | e (ma ye ad inizio parola) | z | e | y | t' | zh | i | l | kh | ts | k | h | dz | gh | ch | m | y | n | sh | o | ch | p | j | rr | s | v | t | r | ts | w | p  | k  | o | f | u  | ev (ma yev ad inizio parola) |

Si noti, però, che la zona abitata da armeni nell'Azerbaigian viene chiamata in italiano Nagorno Karabakh (semplificazione del russo Нагорный Карабах) e raramente col nome armeno di Arc'ax/Artsakh.

## Cambogiano
Consonanti:
| Forma piena | Forma soscritta | Trascrizione ufficiale dal 1993 |
| ----------- | --------------- | ------------------------------- |
| ក           | ្ក               | g                               |
| ខ           | ្ខ               | k                               |
| គ           | ្គ               | g                               |
| ឃ           | ្ឃ               | k                               |
| ង           | ្ង               | ng                              |
| ច           | ្ច               | j                               |
| ឆ           | ្ឆ               | ch                              |
| ជ           | ្ជ               | j                               |
| ឈ           | ្ឈ               | ch                              |
| ញ           | ្ញ               | gn                              |
| ដ           | ្ដ               | d                               |
| ឋ           | ្ឋ               | t                               |
| ឌ           | ្ឌ               | d                               |
| ឍ           | ្ឍ               | t                               |
| ណ           | ្ណ               | n                               |
| ត           | ្ត               | t                               |
| ថ           | ្ថ               | t                               |
| ទ           | ្ទ               | t                               |
| ធ           | ្ធ               | t                               |
| ន           | ្ន               | n                               |
| ប           | ្ប               | b                               |
| ផ           | ្ផ               | p                               |
| ព           | ្ព               | p                               |
| ភ           | ្ភ               | p                               |
| ម           | ្ម               | m                               |
| យ           | ្យ               | y                               |
| រ           | ្រ               | r                               |
| ល           | ្ល               | l                               |
| វ           | ្វ               | v                               |
| ឝ           | ្ឝ               | s                               |
| ឞ           | ្ឞ               | s                               |
| ស           | ្ស               | s                               |
| ហ           | ្ហ               | h                               |
| ឡ           | ្ឡ               | l                               |
| អ           | ្អ               | (omesso)                        |

Vocali:
| Vocale            | Serie aperta | Serie chiusa |
| ----------------- | ------------ | ------------ |
| (vocale inerente) | a            | o            |
| ា                  | a            | ea           |
| ិ                  | e            | i            |
| ី                  | ei           | i            |
| ឹ                  | oe           | ue           |
| ឺ                  | eu           | ueu          |
| ុ                  | o            | u            |
| ូ                  | ou           | u            |
| ួ                  | uo           | uo           |
| ើ                  | aeu          | eu           |
| ឿ                  | oea          | oea          |
| ៀ                  | ie           | ie           |
| េ                  | e            | e            |
| ែ                  | ae           | eae          |
| ៃ                  | ai           | ey           |
| ោ                  | ao           | ou           |
| ៅ                  | au           | ov           |
| ះ                  | h            | h            |
| ំ                  | m            | m            |

## Cinese
Propriamente parlando, la lingua cinese è una lingua pluricentrica o una famiglia di lingue accomunate da un sistema di scrittura unificato, i caratteri cinesi. Ufficialmente, la forma scelta dai governi che fanno del cinese una lingua ufficiale è il cinese mandarino, che è anche la variante più diffusa; le altre varianti, tra cui ad esempio il cantonese, vengono ritenute dai vari governi come dei dialetti, anche nonostante la differenza sia tale da renderle inintellegibili, allo stesso modo come, ad esempio, in Italia si considera il veneto come un dialetto e non una lingua.
I caratteri cinesi sono ideogrammi che non forniscono alcuna indicazione sulla pronuncia, anche se alcuni di essi, quando furono coniati, utilizzarono caratteri pre-esistenti di simile pronuncia come elementi compositivi. Ad esempio, il carattere 沖 (chōng, irrigare) fu coniato usando come base il carattere 中 (zhōng, centro), per via della simile pronuncia. Tuttavia, i caratteri cinesi sono quasi esclusivamente monosillabici, il che rende possibile classificarli in base a quattro proprietà: la consonante iniziale, il nucleo vocalico, la coda finale e il tono. La traslitterazione del cinese si basa sul come ricomporre una sillaba in base a queste proprietà. Tuttavia, queste proprietà fonetiche dell'ideogramma variano in base ai dialetti: ad esempio, il carattere 中 viene letto zhōng in mandarino, ma zung in cantonese. Dunque, nei casi in cui si renda necessaria una trascrizione che preservi l'ideogramma originario (considerato che, il più delle volte, alla stessa combinazione di iniziale-nucleo-coda-tono corrispondono più ideogrammi) e che non possa venir confusa tra un dialetto e l'altro, si utilizza il codice telegrafico Cinese, una grande tabella che assegna a ogni ideogramma e segno tipografico di importanza un codice numerico univoco a quattro cifre. Ad esempio, il carattere 中 ha il codice 0022, che è valido solo e soltanto per il carattere 中 e non può essere confuso con nessuno suo omonimo.
Per quel che riguarda la trascrizione delle sillabe cinesi in alfabeto latino, partendo dal mandarino due sistemi sono in uso: il più antico, il Wade-Giles, è ancora utilizzato scevro di segni diacritici nelle trascrizioni provenienti da Taiwan, mentre il Pinyin è utilizzato nel resto dei casi. Tuttavia, per quanto il Pinyin trascriva anche i toni tramite l'uso di segni diacritici, la maggior parte delle trascrizioni non di uso glottologico, come ad esempio per la cartellonistica o i passaporti, non mostrano i toni: ad esempio, Pechino si trascrive propriamente come Běijīng (Pinyin), ma sulla cartellonistica si preferisce Beijing. Esiste anche un terzo sistema, il Bopomofo, utilizzato nelle scuole taiwanesi per insegnare ai bambini le proprietà delle sillabe cinesi utilizzando caratteri sorti dall'astrazione di certi ideogrammi cinesi. Ad esempio, il carattere 中 viene insegnato come ㄓㄨㄥˉ (zh-w-êng-1).
I dialetti cinesi, invece, non sempre hanno degli schemi di trascrizione di uso comune fra i locutori. Con l'eccezione del cantonese (dove coesistono tre standard di trascrizione in uso ufficiale: uno nel Guangdong, uno ad Hong Kong e uno a Macao), per la maggior parte dei dialetti cinesi l'unico sistema di trascrizione sistematico è quello in uso dai linguisti.

## Cirillico
L'alfabeto cirillico è utilizzato per molte lingue slave e turche, con due sistemi di trascrizione in uso nel contesto italiano: la traslitterazione scientifica e la trascrizione usata dall'ICAO nei passaporti (una variante della traslitterazione anglosassone. Esistono anche sistemi terzi, solitamente nati dallo Stato in questione indicante un sistema di traslitterazione avente valore legale e quindi usato nei passaporti preferibilmente alle precedenti tabelle ICAO.
Nell'editoria e in glottologia, la traslitterazione scientifica è quella preferita (dandoci ad esempio Čechov, Dostoevskij, Donec'k, Nižnij Novgorod), preferenza utilizzata anche da Wikipedia nell'intitolare le sue voci; mentre nella giornalistica e nella contabilità, obbedendo al principio secondo cui il nome da un punto di vista legale è quello indicato nei documenti d'identità, la trascrizione ICAO è quella preferita (dandoci invece Chekhov, Dostoevsky, Donetsk, Nizhny Novgorod).
In scritti del tardo Ottocento e primo Novecento, inoltre, non è raro imbattersi in traslitterazioni che si appoggiano invece alle regole ortografiche italiane, dandoci Cecov, Dostoievschi, Donezc, Nisni Novgorod, un sistema piuttosto arbitrario e in cui diventa impossibile ricostruire l'originale con sufficiente certezza. In altre lingue, invece, come il francese e il tedesco, sistemi di traslitterazioni che si appoggiano alle regole ortografiche della lingua d'arrivo sono sì vigenti (per il francese, Tchekhov, Dostoïevski, Donetzk, Nijni-Novgorod; per il tedesco, Tschechow, Dostojewski, Donetzk, Nishni-Nowgorod), ma la loro applicazione nel caso di antroponimi su un piano legale è impropria in presenza di documenti d'identità con trascrizione in stile ICAO (dunque all'anagrafe francese o tedesca risulteranno Chekhov, Dostoevsky).

### Bielorusso
La lingua bielorussa è co-ufficiale in Bielorussia, assieme al russo. Per via di questa ragione, nonostante l'indipendenza del paese, non è raro che i nomi propri di persone e luoghi legati alla Bielorussia vengano ancora trascritti nella giornalistica a partire dal russo, ad esempio il capo di stato Aleksandr Lukashenko.
Per ragioni storiche, il bielorusso presenta inoltre anche altre due ortografie: la Taraškievica e la Latina. L'alfabeto bielorusso classico, detto Taraškievica, introduce la ґ ucraina per distinguere il suono /g/ dal suono /ɣ/ (che è quello tipico della г in Bielorusso, eccettuati i prestiti da altre lingue), e fa inoltre uso di regole diverse per ciò che riguarda la palatalizzazione e il trattamento della l nei prestiti da altre lingue; viene chiamata ortografia classica perché in uso per rappresentare il bielorusso ufficialmente fino al 1933 e mantenuto in vita da alcune parti della diaspora bielorussa in opposizione ai governi sovietici prima e al governo di Lukashenko poi. L'alfabeto bielorusso latino, invece, detto łacinka, fu usato per scrivere il bielorusso inizialmente sotto il governo della Polonia-Lituania e, in seguito, è rimasto parzialmente in uso da autori bielorussi della diaspora con forti legami con la Polonia o con il mondo occidentale in generale.
| Lettera cirillica | Traslitterazione ufficiale | Traslitterazione scientifica | Alfabeto Łacinka                                |
| ----------------- | -------------------------- | ---------------------------- | ----------------------------------------------- |
| А                 | A                          | A                            | A                                               |
| Б                 | B                          | B                            | B                                               |
| В                 | V                          | V                            | V                                               |
| Г                 | G                          | G                            | H (se però corrisponde a Ґ, allora G)           |
| Д                 | D                          | D                            | D                                               |
| Е                 | IE*                        | E                            | JE                                              |
| Ё                 | IO*                        | Ë                            | JO                                              |
| Ж                 | ZH                         | Ž                            | Ž                                               |
| З                 | Z                          | Z                            | Z (ma ЗЬ diventa Ź)                             |
| І                 | I                          | I                            | I                                               |
| Й                 | J                          | J                            | J                                               |
| К                 | K                          | K                            | K                                               |
| Л                 | L                          | L                            | L oppure Ł a seconda della vocale che segue     |
| М                 | M                          | M                            | M                                               |
| Н                 | N                          | N                            | N (ma НЬ diventa Ń)                             |
| О                 | O                          | O                            | O                                               |
| П                 | P                          | P                            | P                                               |
| Р                 | R                          | R                            | R                                               |
| С                 | S                          | S                            | S (ma СЬ diventa Ś)                             |
| Т                 | T                          | T                            | T                                               |
| У                 | U                          | U                            | U                                               |
| Ў                 | W                          | Ŭ                            | Ŭ                                               |
| Ф                 | F                          | F                            | F                                               |
| Х                 | H                          | CH                           | CH                                              |
| Ц                 | C                          | C                            | C (ma ЦЬ diventa Ć)                             |
| Ч                 | CH                         | Č                            | Č                                               |
| Ш                 | SH                         | Š                            | Š                                               |
| Ы                 | Y                          | Y                            | Y                                               |
| Ь                 | (omesso)                   | '                            | (causa cambiamenti nella consonante precedente) |
| Э                 | E                          | E (a volte Ė)                | E                                               |
| Ю                 | IU*                        | JU                           | JU                                              |
| Я                 | IA*                        | JA                           | JA                                              |

- Per le lettere Е, Ё, Ю, Я, queste si trascrivono con la J iniziale (JE, JO, JU, JA) ad inizio parola oppure se dopo un apostrofo, un'altra vocale (tranne lo ы), il segno breve (ь) o la u semiconsonantica (ў).

L'apostrofo, nella trascrizione ufficiale, viene omesso e i suoi effetti sono visibili soltanto nella scelta fra J e I nella trascrizione delle vocali iotate.

### Bulgaro
Nel 1995, la Bulgaria dichiarò un sistema di traslitterazione ufficiale, basato già sulle tabelle ICAO in vigore per il cirillico.
| Lettera cirillica | Traslitterazione ufficiale | Traslitterazione scientifica |
| ----------------- | -------------------------- | ---------------------------- |
| Α                 | A                          | A                            |
| Б                 | B                          | B                            |
| В                 | V                          | V                            |
| Г                 | G                          | G                            |
| Д                 | D                          | D                            |
| Е                 | E                          | E                            |
| Ж                 | ZH                         | Ž                            |
| З                 | Z                          | Z                            |
| И                 | I                          | I                            |
| Й                 | Y                          | J                            |
| К                 | K                          | K                            |
| Л                 | L                          | L                            |
| М                 | M                          | M                            |
| Н                 | N                          | N                            |
| О                 | O                          | O                            |
| П                 | P                          | P                            |
| Р                 | R                          | R                            |
| С                 | S                          | S                            |
| Т                 | T                          | T                            |
| У                 | U                          | U                            |
| Ф                 | F                          | F                            |
| Х                 | H                          | H                            |
| Ц                 | TS                         | C                            |
| Ч                 | CH                         | Č                            |
| Ш                 | SH                         | Š                            |
| Щ                 | SHT                        | ŠT                           |
| Ъ                 | A                          | Ă                            |
| Ь                 | Y                          | '                            |
| Ю                 | YU                         | JU                           |
| Я                 | YA                         | JA                           |

### Kirghiso
| Lettera cirillica | Traslitterazione ufficiale | Traslitterazione panturcica | Traslitterazione scientifica |
| ----------------- | -------------------------- | --------------------------- | ---------------------------- |
| Α                 | A                          | A                           | A                            |
| Б                 | B                          | B                           | B                            |
| В                 | V                          | V                           | V                            |
| Г                 | G                          | G                           | G                            |
| Д                 | D                          | D                           | D                            |
| Е                 | E                          | E                           | E                            |
| Ё                 | YO                         | YO                          | Ë                            |
| Ж                 | ZH                         | C                           | Ž                            |
| З                 | Z                          | Z                           | Z                            |
| И                 | I                          | İ                           | I                            |
| Й                 | I                          | J                           | J                            |
| К                 | K                          | K                           | K                            |
| Л                 | L                          | L                           | L                            |
| М                 | M                          | M                           | M                            |
| Н                 | N                          | N                           | N                            |
| Ң                 | N                          | NG                          | Ņ                            |
| О                 | O                          | O                           | O                            |
| Ө                 | O                          | Ö                           | Ô                            |
| П                 | P                          | P                           | P                            |
| Р                 | R                          | R                           | R                            |
| С                 | S                          | S                           | S                            |
| Т                 | T                          | T                           | T                            |
| У                 | U                          | U                           | U                            |
| Ү                 | U                          | Ü                           |                              |
| Ф                 | F                          | F                           | F                            |
| Х                 | KH                         | H                           | H                            |
| Ц                 | TS                         | TS                          | C                            |
| Ш                 | SH                         | Ş                           | Š                            |
| Щ                 | SHCH                       | ŞÇ                          | Šč                           |
| Ъ                 | (non trascritto)           | (non trascritto)            | "                            |
| Ы                 | Y                          | I                           | Y                            |
| Ь                 | (non trascritto)           | (non trascritto)            | '                            |
| Э                 | E                          | E                           | Ė                            |
| Ю                 | YU                         | YU                          | Û                            |
| Я                 | YA                         | YA                          | Â                            |

Questo significa che, ad esempio, la capitale Бишкек può venir trascritta Bishkek (come in uso nei passaporti), Bişkek (facendo valere l'origine turca della lingua kirghisa) o Biškek (applicando la traslitterazione scientifica in uso presso i glottologi).

### Macedone
Avendo fatto parte della Jugoslavia, le regole che determinano la trascrizione del macedone si appoggiano sulla lingua serba. Infatti, già sotto il dominio jugoslavo, non era raro che si intendesse l'alfabeto macedone come una particolare variante dell'alfabeto di Karadžić, visto che le uniche differenze sono la presenza della Ѕ (lettera già esistente nell'alfabeto cirillico antico) e due lettere, Ѓ e Ќ, che corrispondevano alle serbe Ђ e Ћ nelle parole di simile etimologia.
Dunque, la traslitterazione del macedone, similmente al serbo, si rivela essere una sostituzione uno-ad-uno con l'alfabeto di Gaj:
| Α | Б | В | Г | Ѓ | Д | Е | Ж | З | Ѕ  | И | Ј | К | Л | Љ  | М | Н | Њ  | О | П | Р | С | Т | Ќ | У | Ф | Х | Ц | Ч | Џ  | Ш |
| a | b | v | g | ǵ | d | e | ž | z | dz | i | j | k | l | lj | m | n | nj | o | p | r | s | t | ḱ | u | f | h | c | č | dž | š |

Per quel che riguarda però Ǵ e Ḱ, non è raro che queste siano invece scritte come GJ e KJ, come nel caso ad esempio del nome macedone Ѓорѓи (equivalente a Giorgio), che viene reso come Gjorgji nei documenti ufficiali e come Ǵorǵi nelle trascrizioni di interesse glottologico.

### Mongolo
La lingua mongola usa due sistemi di scrittura ufficialmente, un sistema tradizionale in uso in Mongolia Interna (Cina) e il cirillico russo in Mongolia. La trascrizione, dunque, del cirillico mongolo segue le stesse regole di quella russa, ad eccezione delle seguenti lettere:
| Lettera cirillica | Trascrizione ufficiale | Trascrizione scientifica |
| ----------------- | ---------------------- | ------------------------ |
| Ё                 | YO                     | Ë                        |
| Ж                 | J                      | Ž                        |
| Й                 | I                      | J                        |
| Ө                 | Ö                      | Ô                        |
| Ү                 | Ü                      | Ü                        |
| Щ                 | SH                     | Ŝ                        |
| Ъ                 | I                      | "                        |
| Ь                 | I                      | '                        |
| Э                 | E                      | È                        |
| Ю                 | YU                     | Û                        |
| Я                 | YA                     | Â                        |

### Rumeno
Storicamente, i rumeni, essendo ortodossi, scrivevano con l'alfabeto cirillico. Negli anni trenta dell'Ottocento, tuttavia, in Valacchia e Moldavia si passò all'alfabeto latino, mantenuto poi nel principato di Romania sorto dall'unione dei due stati precedenti e da cui discende la Romania odierna. Tuttavia, a seguito dell'occupazione sovietica della Bessarabia e della Bucovina settentrionale, i territori romenofoni in mano ai sovietici riadottarono l'alfabeto cirillico. Solo a seguito dell'indipendenza negli anni novanta del XX secolo, la Moldavia (ex-territorio sovietico) si riallineò alla vicina Romania e ne adottò l'alfabeto latino; la regione della Transnistria, invece, unilateralmente dichiarando la sua indipendenza e cercando di mantenere le istituzioni di era sovietica, continuò e continua a utilizzare l'alfabeto cirillico per scrivere la lingua romena-moldava.
| Alfabeto latino | Alfabeto cirillico rumeno (storico)      | Alfabeto cirillico moldavo (in uso in Transnistria) |
| --------------- | ---------------------------------------- | --------------------------------------------------- |
| A               | А (Ꙗ/Ѧ per IA)                           | А (Я per IA)                                        |
| Ă               | Ъ                                        | Э                                                   |
| Â/Î             | Ы/Ѫ (ma Ꙟ per ÎN/ÎM)                     | Ы                                                   |
| B               | Б                                        | Б                                                   |
| C               | К (ma Ч davanti ad E, I)                 | К (ma Ч davanti ad E, I)                            |
| D               | Д (ma Ѕ per DZ)                          | Д                                                   |
| E               | Є/Е (ma Ѣ per EA e Ѥ per IE)             | Е (ma Я per EA)                                     |
| F               | Ф                                        | Ф                                                   |
| G               | Г (ma Џ davanti ad E, I)                 | Г (ma Ӂ davanti ad E, I)                            |
| H               | Х (tranne se per indurire la consonante) | Х (tranne se per indurire la consonante)            |
| I               | И, Й, І, Ь                               | И, Й, Ь                                             |
| J               | Ж                                        | Ж                                                   |
| L               | Л                                        | Л                                                   |
| M               | М                                        | М                                                   |
| N               | Н                                        | Н                                                   |
| O               | О (Ѡ in certe parole greche)             | О                                                   |
| P               | П                                        | П                                                   |
| R               | Р                                        | Р                                                   |
| S               | С                                        | С                                                   |
| Ș               | Ш (ma Щ per ȘT)                          | Ш                                                   |
| T               | Т                                        | Т                                                   |
| Ț               | Ц                                        | Ц                                                   |
| U               | ОУ (Ю per IU)                            | У (Ю per IU)                                        |
| V               | В                                        | В                                                   |
| Z               | З                                        | З                                                   |

### Russo
Per traslitterare l'alfabeto cirillico della lingua russa si può fare riferimento al sistema raccomandato dall'ONU approvato nel 1987. Le coppie sono:
| Α | Б | В | Г | Д | Е | Ё | Ж | З | И | Й | К | Л | М | Н | О | П | Р | С | Т | У | Ф | Х  | Ц | Ч | Ш | Щ  | Ъ | Ы | Ь | Э | Ю  | Я  |
| a | b | v | g | d | e | ë | ž | z | i | j | k | l | m | n | o | p | r | s | t | u | f | ch | c | č | š | šč | " | y | ' | ė | ju | ja |

Tuttavia, è abbastanza in uso anche un sistema di trascrizione basato sulla lingua inglese e utilizzato dall'ICAO per i passaporti:
| Α | Б | В | Г | Д | Е | Ё | Ж  | З | И | Й | К | Л | М | Н | О | П | Р | С | Т | У | Ф | Х  | Ц | Ч  | Ш  | Щ    | Ъ                | Ы | Ь                | Э | Ю  | Я  |
| a | b | v | g | d | e | e | zh | z | i | y | k | l | m | n | o | p | r | s | t | u | f | kh | c | ch | sh | shch | (non trascritto) | y | (non trascritto) | e | yu | ya |

Nella trascrizione ICAO, inoltre, si tenta di evitare sequenze come iy e yy. Più propriamente, in fine di parola si sceglie sempre y (Синий e Красный diventano Siny e Krasny), mentre in corpo di parola si preferisce la prima lettera (Наталия, anziché Nataliya, diventa Natalia).

### Serbo-Croato
La lingua serbo-croata usa al contempo due alfabeti, uno latino (Alfabeto di Gaj) e il secondo cirillico (Alfabeto di Karadžić), con una corrispondenza uno-ad-uno. Dunque, trascrivere un nome dal cirillico altro non significa che ricondurlo all'altro alfabeto in uso:
| Α | Б | В | Г | Д | Ђ                      | Е | Ж | З | И | Ј | К | Л | Љ  | М | Н | Њ  | О | П | Р | С | Т | Ћ | У | Ф | Х | Ц | Ч | Џ  | Ш |
| a | b | v | g | d | đ (a volte scritto dj) | e | ž | z | i | j | k | l | lj | m | n | nj | o | p | r | s | t | ć | u | f | h | c | č | dž | š |

### Ucraino
Per traslitterare l'alfabeto cirillico della lingua ucraina si può fare riferimento al sistema raccomandato dall'ONU approvato nel 1987. Le coppie sono:
| Α | Б | В | Г | Ґ | Д | Е | Є  | Ж | З | И | І | Ї | Й | К | Л | М | Н | О | П | Р | С | Т | У | Ф | Х  | Ц | Ч | Ш | Щ  | Ъ | Ь | Ю  | Я  |
| a | b | v | h | g | d | e | je | ž | z | y | i | ï | j | k | l | m | n | o | p | r | s | t | u | f | ch | c | č | š | šč | " | ' | ju | ja |

Tuttavia, è abbastanza in uso anche un sistema di trascrizione basato sulla lingua inglese e utilizzato dall'ICAO per i passaporti:
| Α | Б | В | Г | Ґ | Д | Е | Є  | Ж  | З | И | І | Ї | Й | К | Л | М | Н | О | П | Р | С | Т | У | Ф | Х  | Ц  | Ч  | Ш  | Щ    | Ъ                | Ь                | Ю  | Я  |
| a | b | v | h | g | d | e | ye | zh | z | y | i | i | y | k | l | m | n | o | p | r | s | t | u | f | kh | ts | ch | sh | shch | (non trascritto) | (non trascritto) | yu | ya |

Nella trascrizione ICAO, inoltre, le lettere iotate (Й, Є, Ю, Я) vengono scritte con la y solo se ad inizio parola, altrimenti la y si trasforma in i. Ad esempio, Кривий Ріг diventa Kryvyi Rih.
Considerato, però, che l'ucraino e il russo sono lingue molto simili e che la diplomazia con l'Unione Sovietica si svolgeva prevalentemente in russo, è anche possibile trovare casi storici in cui la trascrizione veniva fatta dal russo anziché dall'ucraino, come nel caso di Kiev (in russo Киев, ma in ucraino Київ, che quindi dovrebbe trascriversi Kyiv) o Černobyl' (in russo Чернобыль, ma in ucraino Чорнобиль, cioè Chornobyl). Il governo ucraino ha più volte ribadito in inglese la necessità di basare le proprie trascrizioni sulla grafia ucraina e non su quella russa, ma nel caso italiano c'è da considerare anche la possibilità che la trascrizione dal russo sia ormai assurta ad esonimo (come nel predetto caso di Černobyl').

### Tagico
| Lettera cirillica | Traslitterazione ufficiale   | Traslitterazione scientifica |
| ----------------- | ---------------------------- | ---------------------------- |
| Α                 | A                            | A                            |
| Б                 | B                            | B                            |
| В                 | V                            | V                            |
| Г                 | G                            | G                            |
| Ғ                 | GH                           | Ġ/Ƣ/Ğ                        |
| Д                 | D                            | D                            |
| Е                 | E (però YE ad inizio parola) | E                            |
| Ё                 | YO                           | Ë                            |
| Ж                 | ZH                           | Ž                            |
| З                 | Z                            | Z                            |
| И                 | I                            | I                            |
| Ӣ                 | I                            | Ī                            |
| Й                 | Y                            | J                            |
| К                 | K                            | K                            |
| Қ                 | Q                            | Ķ                            |
| Л                 | L                            | L                            |
| М                 | M                            | M                            |
| Н                 | N                            | N                            |
| О                 | O                            | O                            |
| П                 | P                            | P                            |
| Р                 | R                            | R                            |
| С                 | S                            | S                            |
| Т                 | T                            | T                            |
| У                 | U                            | U                            |
| Ӯ                 | U                            | Ū                            |
| Ф                 | F                            | F                            |
| Х                 | KH                           | H                            |
| Ҳ                 | H                            | Ḩ                            |
| Ч                 | CH                           | Č                            |
| Ҷ                 | J                            | Ç                            |
| Ш                 | SH                           | Š                            |
| Ъ                 | '                            | '                            |
| Э                 | E                            | È                            |
| Ю                 | YU                           | Û                            |
| Я                 | YA                           | Â                            |

### Lingue turche
Storicamente, le lingue dei vari paesi dell'ex-Unione Sovietica erano scritte in cirillico, anche quando non lingue slave; con l'indipendenza, la maggior parte dei nuovi paesi ha adottato un nuovo sistema di scrittura basato sull'alfabeto latino, più propriamente, vista l'origine turca delle proprie lingue, sull'alfabeto turco inventato da Atatürk. Così come per il caso del serbo-croato, trascrivere significa, in questo caso, passare dall'alfabeto cirillico all'alfabeto latino già ufficiale.
| Lettera cirillica | Traslitterazione secondo l'alfabeto pan-turcico | Traslitterazione scientifica del cirillico |
| ----------------- | ----------------------------------------------- | ------------------------------------------ |
| Α                 | A                                               | A                                          |
| Ә                 | Ä (ma Ə in azero)                               | Ə                                          |
| Б                 | B                                               | B                                          |
| В                 | V                                               | V                                          |
| Г                 | G                                               | G                                          |
| Ғ/Ҕ               | Ğ (ma GH in uiguro e G' in usbeco)              |                                            |
| Д                 | D                                               | D                                          |
| Е                 | E                                               | E                                          |
| Ж                 | J (ma ZH in uiguro)                             | Ž                                          |
| Җ                 | J                                               |                                            |
| З                 | Z                                               | Z                                          |
| І                 | I                                               |                                            |
| И                 | İ (ma I in turcmeno e kazako)                   | I                                          |
| Й                 | Y (ma Ý in turcmeno e İ in kazako)              | J                                          |
| К                 | K                                               | K                                          |
| Ҡ, Қ, Ӄ           | Q                                               |                                            |
| Л                 | L                                               | L                                          |
| М                 | M                                               | M                                          |
| Н                 | N                                               | N                                          |
| Ң, Ҥ              | Ñ o NG (a seconda della lingua)                 | Ņ                                          |
| О                 | O                                               | O                                          |
| Ө                 | Ö                                               | Ô                                          |
| П                 | P                                               | P                                          |
| Р                 | R                                               | R                                          |
| С                 | S                                               | S                                          |
| Т                 | T                                               | T                                          |
| У                 | U                                               | U                                          |
| Ұ                 | Ū                                               |                                            |
| Ү                 | Ü                                               |                                            |
| Ў                 | W (ma O' in usbeco)                             | Ŭ                                          |
| Ф                 | F                                               | F                                          |
| Х                 | X (ma H in kazako, chirghiso)                   | H                                          |
| Һ                 | H                                               |                                            |
| Ц                 | TS (ma C in chirghiso)                          | C                                          |
| Ч                 | Ç (ma CH in uiguro e usbeco)                    | Č                                          |
| Ҹ                 | C                                               |                                            |
| Ш                 | Ş (ma SH in usbeco e uiguro)                    | Š                                          |
| Ы                 | I (ma Y in turcmeno e kazako)                   | Y                                          |
| Э                 | E                                               | Ė                                          |
| Ю                 | YU                                              | JU                                         |
| Я                 | YA                                              | JA                                         |

## Coreano
In passato, il coreano si scriveva principalmente con caratteri cinesi, ma già dal XV secolo fu in uso parallelo anche un sistema fonetico dove lo spazio di un'ideogramma viene riempito da una composizione procedurale di elementi fonetici base detti jamo. Questo sistema fonetico, detto hangeul, divenne l'unico ufficiale a partire dagli inizi del XX secolo ed è su di esso che si basa la romanizzazione del coreano in lettere latine.
Al momento, ufficialmente esistono due sistemi, la latinizzazione riveduta della lingua coreana (sistema ufficiale in Corea del Sud) e il sistema McCune-Reischauer (ufficiale in Corea del Nord e, fino al 2000, anche in Corea del Sud).
Consonanti:
| Jamo                                                          | Jamo                    | ㄱ  | ㄲ  | ㄴ  | ㄷ  | ㄸ  | ㄹ  | ㅁ  | ㅂ  | ㅃ  | ㅅ  | ㅆ  | ㅇ                                                   | ㅈ                          | ㅉ                            | ㅊ                            | ㅋ                           | ㅌ                           | ㅍ                           | ㅎ  |
| Ad inizio sillaba                                             | Latinizzazione riveduta | g   | kk  | n   | d   | tt  | r   | m   | b   | pp  | s   | ss  | (omesso, perché indica sillaba che inizia in vocale) | j                           | jj                            | ch                            | k                            | t                            | p                            | h   |
| Ad inizio sillaba                                             | McCune-Reischauer       | k   | kk  | n   | t   | tt  | r   | m   | p   | pp  | s   | ss  | (omesso)                                             | ch (ma j in Corea del Nord) | tch (ma jj in Corea del Nord) | ch' (ma ch in Corea del Nord) | k' (ma kh in Corea del Nord) | t' (ma th in Corea del Nord) | p' (ma ph in Corea del Nord) | h   |
| Ad inizio sillaba                                             | IPA                     | /k/ | /k͈/ | /n/ | /t/ | /t͈/ | /ɾ/ | /m/ | /p/ | /p͈/ | /s/ | /s͈/ | //                                                   | /t͡ɕ/                        | /t͈͡ɕ͈/                          | /t͡ɕʰ/                         | /kʰ/                         | /tʰ/                         | /pʰ/                         | /h/ |
| A fine sillaba                                                | Latinizzazione riveduta | k   | k   | n   | t   | –   | l   | m   | p   | –   | t   | t   | ng                                                   | t                           | –                             | t                             | k                            | t                            | p                            | t   |
| A fine sillaba                                                | McCune-Reischauer       | k   | k   | n   | t   | –   | l   | m   | p   | –   | t   | –   | ng                                                   | t                           | –                             | t                             | k                            | t                            | p                            | t   |
| A fine sillaba                                                | IPA                     | /k̚/ | /k̚/ | /n/ | /t̚/ | –   | /ɭ/ | /m/ | /p̚/ | –   | /t̚/ | /t̚/ | /ŋ/                                                  | /t̚/                         | –                             | /t̚/                           | /k̚/                          | /t̚/                          | /p̚/                          | /t̚/ |
| "—" indica quei jamo che non possono apparire a fine sillaba. |                         |     |     |     |     |     |     |     |     |     |     |     |                                                      |                             |                               |                               |                              |                              |                              |     |

Nella trascrizione McCune-Reischauer, alcuni incontri fra consonanti di sillabe diverse portano a trascrizioni diverse da quelle della tabella di cui sopra.
Vocali:
| Hangul                  | ㅏ  | ㅐ  | ㅑ   | ㅒ   | ㅓ  | ㅔ              | ㅕ   | ㅖ   | ㅗ  | ㅘ   | ㅙ   | ㅚ       | ㅛ   | ㅜ  | ㅝ   | ㅞ   | ㅟ       | ㅠ   | ㅡ  | ㅢ      | ㅣ  |
| Latinizzazione riveduta | a   | ae  | ya   | yae  | eo  | e               | yeo  | ye   | o   | wa   | wae  | oe       | yo   | u   | wo   | we   | wi       | yu   | eu  | ui / yi | i   |
| McCune-Reischauer       | a   | ae  | ya   | yae  | ŏ   | e (ë se dopo A) | yŏ   | ye   | o   | wa   | wae  | oe       | yo   | u   | wŏ   | we   | wi       | yu   | ŭ   | ŭi      | i   |
| IPA                     | /a/ | /ɛ/ | /ja/ | /jɛ/ | /ʌ/ | /e/             | /jʌ/ | /je/ | /o/ | /wa/ | /wɛ/ | /ø/~/we/ | /jo/ | /u/ | /wʌ/ | /we/ | /y/~/ɥi/ | /ju/ | /ɯ/ | /ɰi/    | /i/ |

## Ebraico
Così come per l'arabo, anche l'ebraico è in realtà un abjad con tre madri di lettura: l'alef (colpo di glottide in consonante, ā come vocale lunga), la he (h come consonante, ā oppure e come vocale), lo iod (j/y come consonante, ī come vocale) e la vav (v/w come consonante, ō/ū come vocale). Inoltre, per quel che concerne i nomi biblici, si ha spesso una traslitterazione che invece ricalca la pronuncia dell'ebraico biblico filtrata attraverso il greco antico.
| Lettera ebraica | Nome   | Traslitterazione scientifica | Traslitterazione semplificata (in uso nei passaporti) | Traslitterazione biblica               |
| --------------- | ------ | ---------------------------- | ----------------------------------------------------- | -------------------------------------- |
| א               | Alef   | '                            | ' (consonante), a (madre di lettura)                  | a (madre di lettura)                   |
| ב               | Bet    | ḇ                            | v                                                     | b                                      |
| ג               | Gimel  | ḡ                            | g                                                     | g                                      |
| ד               | Dalet  | ḏ                            | d                                                     | d                                      |
| ה               | He     | h                            | h                                                     | h                                      |
| ו               | Vav    | w                            | v (consonante), o/u (madre di lettura)                | v (consonante), u (madre di lettura)   |
| ז               | Zain   | z                            | z                                                     | z                                      |
| ח               | Het    | ḥ                            | kh/ch                                                 | h (consonante), a/e (madre di lettura) |
| ט               | Tet    | ṭ                            | t                                                     | t                                      |
| י               | Iod    | y                            | y (consonante), i (madre di lettura)                  | i                                      |
| כ               | Kaf    | ḵ                            | kh/ch                                                 | ch                                     |
| ל               | Lamed  | l                            | l                                                     | l                                      |
| מ               | Mem    | m                            | m                                                     | m                                      |
| נ               | Nun    | n                            | n                                                     | n                                      |
| ס               | Samech | s                            | s                                                     | s                                      |
| ע               | Ain    | ʿ                            | (omesso)                                              | (omesso, ma raramente G)               |
| פ               | Pe     | p̄                            | f                                                     | ph                                     |
| צ               | Tsade  | ṣ                            | tz/ts                                                 | s                                      |
| ק               | Cof    | q                            | k                                                     | c                                      |
| ר               | Res    | r                            | r                                                     | r                                      |
| שׁ               | Šin    | š                            | sh                                                    | s                                      |
| שׂ               | Śin    | ś                            | s                                                     | s                                      |
| ת               | Tau    | t                            | t                                                     | th                                     |

Nell'ebraico, inoltre, esiste il segno diacritico del dageš, che assomiglia a un punto al centro della lettera: la sua presenza indica che la consonante è da pronunciarsi nella maniera biblica e non in quella moderna. Ad esempio, la bet normalmente si pronuncia /v/, mentre la bet col dageš è da leggersi /b/ (nella traslitterazione scientifica, questo è segnalato eliminando il trattino). Tuttavia, il dageš può anche indicare un raddoppiamento della consonante, che verrà trascritta doppia.
Inoltre, nei prestiti da altre lingue, può comparire il gereš, visivamente simile a un apostrofo: solitamente, questo viene utilizzato per rappresentare le affricate inesistenti in ebraico. Ad esempio, la gimel col gereš viene utilizzata per rappresentare il suono /d͡ʒ/ ("g dolce").
Per quel che riguarda la trascrizione delle vocali, la traslitterazione scientifica cerca di mantenere una distinzione fra vocali lunghe e corte e riserva inoltre uno specifico segno per la scevà; invece, la trascrizione in uso nei passaporti e nella cartellonistica riduce la scevà a una e e non fa distinzione di lunghezza fra vocali. Per quel che concerne la trascrizione biblica, invece, le vocali sono trascritte in una maniera piuttosto arbitraria, a cui poi aggiungere il fatto che, venendo filtrate per il greco, spesso le u corte venivano rivisitate come delle o corte (infatti, in greco non esiste la u corta).
La differenza tra le tre traslitterazioni diventa evidente, ad esempio, nel nome della città di Tel Aviv: nella traslitterazione scientifica, noi abbiamo Tēl Āḇīḇ; nella trascrizione semplificata troviamo Tel Aviv; nella trascrizione biblica, Thel Abib.

### Yiddish
La lingua yiddish è una lingua germanica, cugina del tedesco e dell'olandese. La trascrizione dallo yiddish all'alfabeto latino, non essendo lo yiddish lingua ufficiale, non è concordata in maniera universale, ma il sistema più utilizzato è quello promulgato dallo YIFO a Manhattan, per quanto rimanga possibile voler sottolineare le corrispondenze col tedesco trascrivendo secondo l'ortografia tedesca. Ad esempio, il nome della lingua, ייִדיש, viene trascritto secondo lo schema YIFO come Yiddish, ma la trascrizione alla tedesca, dandoci Jidisch, rende più facile riconoscere che la parola è cognata del tedesco Jüdisch.

## Etiope
L'alfabeto etiope, più propriamente alfabeto ge'ez, è in realtà un abugida, cioè un sillabario sorto da legature fra una consonante base (che solitamente ha un suono vocalico inerente, nel caso etiope /æ/) e da vocali originariamente segni diacritici (tra cui anche un segno diacritico per indicare l'assenza di vocale). Per quanto non esista una tabella ufficiale di trascrizione, fra i grammatici rimane abbastanza in uso la romanizzazione BGN/PCGN; una sua forma privata dei segni diacritici pare corrispondere con la trascrizione in uso nei passaporti etiopi ed eritrei.
Tuttavia, per via delle passate ambizioni coloniali italiane in Abissinia, un sistema semi-ufficioso di trascrizione che si basa sulla fonetica italiana coesiste per certi nomi propri: Ambaradan, Addis Abeba, Uccialli, negus, Menelik, ... Queste trascrizioni, inoltre, segnalano la presenza di consonanti doppie in maniera non prevedibile dal testo in etiope.
| Consonante etiope | Trascrizione BGN/PCGN | Trascrizione coloniale italica                       |
| ----------------- | --------------------- | ---------------------------------------------------- |
| ሀ                 | H                     | H                                                    |
| ለ                 | L                     | L                                                    |
| ሐ                 | Ḥ                     | H?                                                   |
| መ                 | M                     | M                                                    |
| ሠ                 | Ś                     | LS(?)                                                |
| ረ                 | R                     | R                                                    |
| ሰ                 | S                     | S (raddoppiata se possibile)                         |
| ቀ                 | Q/Ḳ                   | C dura (a volte QU)                                  |
| በ                 | B                     | B                                                    |
| ተ                 | T                     | T                                                    |
| ኀ                 | Ḫ                     | H                                                    |
| ነ                 | N                     | N                                                    |
| አ                 | ʼ                     | (omesso)                                             |
| ከ                 | K                     | C dura                                               |
| ወ                 | W                     | U                                                    |
| ዐ                 | ʽ                     | (omesso)                                             |
| ዘ                 | Z                     | Z (ma S se a fine parola o davanti altra consonante) |
| የ                 | Y                     | J (nel senso di semiconsonante /j/)                  |
| ደ                 | D                     | D                                                    |
| ገ                 | G                     | G dura                                               |
| ጠ                 | Ṭ                     | T                                                    |
| ጰ                 | P̣                     | P                                                    |
| ጸ                 | Ṣ                     | Z                                                    |
| ፀ                 | Ṣ́                     | Z                                                    |
| ፈ                 | F                     | F                                                    |
| ፐ                 | P                     | P                                                    |
| ቨ                 | V                     | V                                                    |
| ቸ                 | Č                     | C dolce                                              |
| ጀ                 | Ǧ                     | G dolce                                              |
| ጨ                 | Č̣                     | C dolce                                              |
| ሸ                 | Š                     | SC dolce                                             |
| ኘ                 | Ñ                     | GN                                                   |
| ዠ                 | Ž                     | G dolce                                              |

Per le consonanti dolci a fine parola (ossia quando la vocale è la scevà), solitamente queste venivano scritte semplici (nel caso di SC) o raddoppiate (nel caso di C e G dolce), anche nonostante questo sia in realtà contrario alla fonologia italiana; le equivalenti forme "dure" aggiungevano una h alla fine. Per le consonanti labializzate, solitamente si scrivono con W aggiunta (nel caso di C dura, si scrive KW).
| Vocale etiope | Trascrizione BGN/PCGN | Trascrizione coloniale italica |
| ------------- | --------------------- | --- |
| ረ             | Ä                     | E (ma UO per WÄ e SCIO per ŠÄ) |
| ሩ             | U                     | U (omesso se seguito da U consonante; trasformata in O se non accentato e seguito da vocale) |
| ሪ             | I                     | I |
| ራ             | A                     | A |
| ሬ             | E                     | E |
| ር             | Ə                     | Solitamente omesso, ma trasformato in E oppure I se la risultante è un incontro consonantico illeggibile in italiano, preferendo la trascrizione I se nella parola già compare la E a rappresentare altra vocale, ma non se questa E già rappresenta vocali originarie diverse. Nel caso di -AYƏ a fine parola, la trascrizione è invece -E per l'intero gruppo. |
| ሮ             | O                     | O (omesso se seguito da U consonante) |
| ሯ             | WA                    | UA |
| ፘ             | JÄ                    | IA |

La differenza tra le due trascrizioni è piuttosto visibile: se internazionalmente nella guerra d'indipendenza eritrea si parla del presidente etiope Mäläsə Zenawi e del presidente eritreo ʼIsayəyasə ʼAfəwärəki, nella trascrizione italica noi abbiamo Melles Zenaui e Isaias Afuorchi.

## Greco
Traslitterazione del greco antico:
| Α, α | Β, β | Γ, γ | Δ, δ | Ε, ε | Ζ, ζ | Η, η | Θ, θ | Ι, ι | K, κ | Λ, λ | Μ, μ | Ν, ν | Ξ, ξ | Ο, ο | Π, π | Ρ, ρ | Σ, σ (ς) | Τ, τ | Υ, υ | Φ, φ | Χ, χ | Ψ, ψ | Ω, ω |
| a    | b    | g    | d    | e    | z    | ē    | th   | i    | k    | l    | m    | n    | x    | o    | p    | r    | s        | t    | y    | ph   | ch   | ps   | ō    |

Per il greco moderno sono previste le corrispondenze esposte nella tabella seguente secondo l'ISO 843:1997 TL.
| Α, α | Β, β | Γ, γ | Δ, δ | Ε, ε | Ζ, ζ | Η, η | Θ, θ | Ι, ι | K, κ | Λ, λ | Μ, μ | Ν, ν | Ξ, ξ | Ο, ο | Π, π | Ρ, ρ | Σ, σ (ς) | Τ, τ | Υ, υ | Φ, φ | Χ, χ | Ψ, ψ | Ω, ω |
| a    | v    | g    | d    | e    | z    | ī    | th   | i    | k    | l    | m    | n    | x    | o    | p    | r    | s        | t    | y    | f    | ch   | ps   | ō    |

## Lingue indiche
Per le lingue indiche, la trascrizione usata dal governo dell'India e conseguentemente anche dal Nepal è il sistema Hunteriano privato dei segni diacritici. Tuttavia, esistono anche l'IAST e l'ISO 15919 come standard di concorrenza utilizzati in ambito glottologico. Per quel che riguarda l'urdu, lingua ufficiale del Pakistan, essendo esso uno dei due registri standard dell'indostano, si può tecnicamente riutilizzare il sistema di trascrizione dell'hindi, l'altro registro che invece è la lingua ufficiale dell'India, ma non c'è nessuna ufficialità nota. In Sri Lanka, invece, le lingue ufficiali (cingalese e tamulo) vengono traslitterate ufficialmente tramite l'ISO 15919 privato dei segni diacritici.
Particolarità dell'alfabeto devanagari (e degli altri alfabeti brahmici) è che le consonanti hanno una vocale inerente, la scevà, che viene sostituita da una vocale segno diacritico, a cui aggiungere anche il segno diacritico che indica l'assenza di vocale. Se nel Sanscrito tutte le scevà sono mantenute, nelle moderne lingue indiche in molti casi la scevà non viene pronunciata anche senza la presenza del diacritico che elimina la vocale; tale rimozione della scevà viene riflessa anche nella trascrizione in lettere latine.
Anche il bengalese, lingua ufficiale del Bangladesh, viene trascritta nella cartellonistica usando il sistema Hunteriano privato dei segni diacritici (ma preferendo gli esonimi inglesi, ad esempio scrivendo Mymensingh al posto della trascrizione dal bengalese Mayamansinha). Tuttavia, poiché la pronuncia bengalese è significativamente diversa dal sanscrito, le trascrizioni a uso dei glottologi sono adattamenti dell'IAST, ad esempio scrivendo la scevà come ô perché pronunciata /ɔ/.
Vocali:
| Devanagari (Hindi) | Nasta'liq (Urdu) | Hunteriano | IAST |
| ------------------ | ---------------- | ---------- | ---- |
| अ                  | ا                | a          | a    |
| आ                  | آ                | ā          | ā    |
| इ                  | اِ                | i          | i    |
| ई                  | ی                | ī          | ī    |
| उ                  | اُ                | u          | u    |
| ऊ                  | او               | ū          | ū    |
| ऋ                  | رِ                | ṛĭ         | ṛ    |
| ॠ                  | رِ                | ṟĭ         | ṝ    |
| ए                  | اے               | ē          | e    |
| ऐ                  | اے               | ai         | ai   |
| ओ                  | او               | ō          | o    |
| औ                  | او               | au         | au   |
| अं                  | ں, ن, م          | ṅ, ṁ       | ṁ    |
| अः                  | ح                | ḥ          | ḥ    |
| ऍ                  | اے               | æ          |      |
| ऑ                  | او               | û          |      |

Consonanti:
| Devanagari (Hindi) | Nasta'liq (Urdu) | Hunteriano                                   | IAST   |
| ------------------ | ---------------- | -------------------------------------------- | ------ |
| क                  | ک                | k                                            | k      |
| ख                  | کھ               | kh                                           | kh     |
| ग                  | گ                | g                                            | g      |
| घ                  | گھ               | gh                                           | gh     |
| ङ                  | ن                | ṅ                                            | ṅ      |
| च                  | چ                | ch                                           | c      |
| छ                  | چھ               | chh (proposte forme diacritiche come cẖ, čh) | ch     |
| ज                  | ج                | j                                            | j      |
| झ                  | جھ               | jh                                           | jh     |
| ञ                  | ن                | ñ                                            | ñ      |
| ट                  | ٹ                | ṭ                                            | ṭ      |
| ठ                  | ٹھ               | ṭh                                           | ṭh     |
| ड                  | ڈ                | ḍ                                            | ḍ      |
| ढ                  | ڈھ               | ḍh                                           | ḍh     |
| ण                  | ن                | ṇ                                            | ṇ      |
| त                  | ت                | t                                            | t      |
| थ                  | تھ               | th                                           | th     |
| द                  | د                | d                                            | d      |
| ध                  | دھ               | dh                                           | dh     |
| न                  | ن                | n                                            | n      |
| प                  | پ                | p                                            | p      |
| फ                  | پھ               | ph                                           | ph     |
| ब                  | ب                | b                                            | b      |
| भ                  | بھ               | bh                                           | bh     |
| म                  | م                | m                                            | m      |
| य                  | ی                | y                                            | y      |
| र                  | ر                | r                                            | r      |
| ल                  | ل                | l                                            | l      |
| व                  | و                | v                                            | v      |
| श                  | ش                | sh (in Nepalese, a volte anche S)            | ś      |
| ष                  | ش                | ṣh                                           | ṣ      |
| स                  | س                | s                                            | s      |
| ह                  | ح                | h                                            | h      |
| क़                  | ق                | q                                            |        |
| ख़                  | خ                | ḳh, k͟h                                       |        |
| ग़                  | غ                | g͟h                                           |        |
| ड़                  | ڑ                | ṛ                                            |        |
| ढ़                  | ڑھ               | ṛh                                           |        |
| फ़                  | ف                | f                                            |        |
| ज़                  | ز                | z                                            |        |
| झ़                  | ژ                | zh                                           |        |
| क्ष                 | کش               | kṣh                                          | kś     |
| त्र                 | تر               | tr                                           | tr     |
| ज्ञ                 | گیہ              | gy (ma jñ per il Sanscrito)                  | jñ     |
| श्र                 | شر               | shr                                          | śr ̀\|} |

## Laotiano
La trascrizione in uso ufficiale nel Laos ricalca il sistema generale reale thailandese di trascrizione.
Consonanti:
| Laotiano | Trascrizione in uso ufficiale |
| -------- | ----------------------------- |
| ກ        | g                             |
| ຂ        | k                             |
| ຄ        | k                             |
| ງ        | ng                            |
| ຈ        | j                             |
| ສ        | s                             |
| ຊ        | s                             |
| ຍ        | y                             |
| ດ        | d                             |
| ຕ        | t                             |
| ຖ        | t                             |
| ທ        | t                             |
| ນ        | n                             |
| ບ        | b                             |
| ປ        | p                             |
| ຜ        | p                             |
| ຝ        | f                             |
| ພ        | p                             |
| ຟ        | f                             |
| ມ        | m                             |
| ຢ        | y                             |
| ຣ        | r                             |
| ລ        | l                             |
| ວ        | w                             |
| ຫ        | h                             |
| ອ        | (omesso)                      |
| ຮ        | h                             |

Vocali:
| Laotiano (vocale corta) | Laotiano (vocale lunga) | Trascrizione ufficiale |
| ----------------------- | ----------------------- | ---------------------- |
| ◌ະ, ◌ັ◌                  | ◌າ                      | a                      |
| ◌ິ                       | ◌ີ                       | i                      |
| ◌ຶ                       | ◌ື                       | ue                     |
| ◌ຸ                       | ◌ູ                       | u                      |
| ເ◌ະ, ເ◌ັ◌                | ເ◌                      | e                      |
| ແ◌ະ, ແ◌ັ◌                | ແ◌                      | ae                     |
| ໂ◌ະ, ◌ົ◌                 | ໂ◌                      | o                      |
| ເ◌າະ, ◌ັອ◌               | ◌ໍ, ◌ອ◌                  | o                      |
| ເ◌ິ                      | ເ◌ີ                      | oe                     |
| ເ◌ັຍ                     | ເ◌ຍ, ◌ຽ◌                | ia                     |
| ເ◌ຶອ                     | ເ◌ືອ, ເ◌ືອ◌               | uea                    |
| ◌ົວະ                     | ◌ົວ, ◌ວ◌                 | ua                     |
| ໄ◌, ໃ◌                  | ໄ◌, ໃ◌                  | ai                     |
| ເ◌ົາ                     | ເ◌ົາ                     | ao                     |
| ◌ໍາ                      | ◌ໍາ                      | am                     |

## Maldiviano
L'alfabeto thaana è utilizzato per scrivere la lingua maldiviana. Per quanto esista una trascrizione sistematica promulgata per legge, la più utilizzata rimane la versione in lettere latine utilizzata dal governo delle Maldive nel periodo 1976-1978 (detta Malé-Latino). In alternativa, esiste anche la trascrizione ISO 15919. L'alfabeto thaana ha inoltre tratto ispirazione dall'arabo, per cui le vocali sono in realtà scritte come segni diacritici sulla consonante precedente.
| Thaana | Malé-Latino                 | ISO 15919 |
| ------ | --------------------------- | --------- |
| އ      | (omesso)                    | (omesso)  |
| ހ      | h                           | h         |
| ށ      | sh                          | ṣ         |
| ނ      | n                           | n         |
| ރ      | r                           | r         |
| ބ      | b                           | b         |
| ޅ      | l                           | ḷ         |
| ކ      | k                           | k         |
| ވ      | v                           | v         |
| މ      | m                           | m         |
| ފ      | f                           | f         |
| ދ      | dh                          | d         |
| ތ      | th                          | t         |
| ލ      | l                           | l         |
| ގ      | g                           | g         |
| ޏ      | gn                          | ñ         |
| ސ      | s                           | s         |
| ޑ      | d                           | ḍ         |
| ޒ      | z                           | z         |
| ޓ      | t                           | ṭ         |
| ޔ      | y                           | y         |
| ޕ      | p                           | p         |
| ޖ      | j                           | j         |
| ޗ      | ch                          | c         |
| އަ      | a                           | a         |
| އާ      | aa                          | ā         |
| އި      | i                           | i         |
| އީ      | ee                          | ī         |
| އު      | u                           | u         |
| އޫ      | oo                          | ū         |
| އެ      | e (scritta é a fine parola) | e         |
| އޭ      | ey                          | ē         |
| އޮ      | o                           | o         |
| އޯ      | oa                          | ō         |

## Somalo
La lingua somala, in realtà, è già normalmente scritta in alfabeto latino. Tuttavia, per via del passato coloniale, l'Italia mantiene molti esonimi basati su una trascrizione più conforme alla fonetica italica:
- La J viene trascritta come G dolce
- X e KH vengono ridotti ad H, mentre la H normale si perde
- SH viene trascritto come SC dolce
- C (/ʕ/) viene cancellato
- DH perde la acca
- Q e K vengono trascritti come C dura (ma Q a volte viene ritenuto essere G dura)
- G viene vista come G dura
- W viene trascritto come U (cancellato, però, se preceduto da O/U)
- Y viene trascritto come J
- Le vocali lunghe, scritte doppie, vengono invece trascritte singole
- Delle vocali corte, E, I, O, U possono scomparire se vicino alla semiconsonante più simile in suono
- Se l'incontro tra due consonanti non è possibile in italiano, solitamente si aggiunge una A
- Similmente al caso dell'etiope, le C e G finali sono raddoppiate se dolci, ma seguite da H se dure

Essendo però all'epoca coloniale il somalo scritto più con un adattamento dell'alfabeto arabo, ne consegue che vi è un'imprevedibilità nel determinare come le vocali (e gruppi di vocali, semiconsonanti e acca) siano state in realtà storicamente trascritte: in Mogadiscio, ad esempio, il nome somalo è Muqdisho, che dovrebbe darci Mugadiscio.

## Tibetano

### Bhutanese
La lingua dzongkha, lingua ufficiale del Bhutan, è una lingua tibetana che usa la scrittura tibetana. Tuttavia, visto che quest'ultima è ortograficamente allineata al tibetano classico e riflette poco la pronuncia attuale, nel 1991 la Commissione per lo Sviluppo Dzongkha ha proclamato un sistema di trascrizione ufficiale da utilizzarsi. L'unica differenza rispetto all'uso nei passaporti e nella cartellonistica è che la trascrizione della Commissione fa uso di un modificatore di aspetto simile al segno del grado e di segni diacritici per specificare le diverse qualità delle vocali, ambo perduti sui passaporti e sulla cartellonistica.